# كيفن بريتشارد
كيفن بريتشارد (بالإنجليزية: Kevin Pritchard)‏ مواليد 18 يوليو 1967 في بلومنغتون، هو لاعب كرة سلة أمريكي سابق أصبح مدرباً بدأ مسيرته الاحترافية في سنة 1990. تم اختياره من قبل فريق غولدن ستايت ووريورز خلال الدرافت. يبلغ طوله 6 قدم 3 بوصة (1.9 م). اعتزل اللعب في 1998.

## المسيرة الاحترافية
لعب مع غولدن ستايت ووريورز في موسم 1990–1991، ثم لعب مع بوسطن سيلتكس في موسم 1991–1992، ثم لعب مع فيلادلفيا سفنتي سيكسرز في سنة 1995، ثم لعب مع ميامي هيت في سنة 1995، ثم لعب مع واشنطن ويزاردز في سنة 1996.

## إحصائيات المسيرة
| الفريق                 | السنة   | G  | W | L  | W–L% | النهاية | PG | PW | PL | PW–L% | النتيجة                  |
| ---------------------- | ------- | -- | - | -- | ---- | ------- | -- | -- | -- | ----- | ------------------------ |
| بورتلاند ترايل بلايزرز | 2004–05 | 27 | 5 | 22 | .185 | 4       | —  | —  | —  | —     | غاب عن الأدوار الإقصائية |
| المسيرة                |         | 27 | 5 | 22 | .185 |         | —  | —  | —  | —     |                          |

## روابط خارجية
- كيفن بريتشارد على موقع الاتحاد الدولي لكرة السلة (الإنجليزية)
- كيفن بريتشارد على موقع إن بي أي (الإنجليزية)
- كيفن بريتشارد على موقع سبورتس رفرنس (الإنجليزية)
- كيفن بريتشارد على موقع الدوري الإسباني لكرة السلة (الإسبانية)
- كيفن بريتشارد على موقع كلية كرة السلة في سبورتس رفرنس.كوم (الإنجليزية)
- كيفن بريتشارد على موقع ريلجم (الإنجليزية)
- كيفن بريتشارد على موقع بروبوليرز (الإنجليزية)
- كيفن بريتشارد على موقع سبورتس رفرنس (الإنجليزية)
- كيفن بريتشارد على موقع سبورتس رفرنس (الإنجليزية)